# 谢世杰
谢世杰（1934年9月—），男，汉族，四川省梁山县（现重庆市梁平区）安胜乡人，中华人民共和国政治人物。曾任中共四川省委书记、四川省人大常委会主任。

## 生平
谢世杰毕业于西南农学院土壤肥料专修科毕业，此后担任西康省农林厅病虫防治所技术员，雅安专署建设科、农水科技术员。1959年，担任四川省雅安地区农业学校办公室主任，中共雅安地委农工部副主任、地委常委兼荥经县委书记、雅安地委副书记、书记等。1985年，调任中共四川省委常委、四川省人民政府副省长。1992年，升任中共四川省委副书记，次年再升为书记。1998年，任四川省人大常委会主任。